# Can Trullol
Can Trullol és una casa a l'inici del nucli urbà alt-empordanès de Cabanelles, formant cantonada entre els carrers de l'Arc i de Lladó. Està inclosa en l'Inventari del Patrimoni Arquitectònic de Catalunya.
Edifici de grans dimensions, amb jardí davanter i planta rectangular, format per dos grans cossos adossats. El cos principal presenta la coberta de dos vessants de teula i està distribuït en planta baixa i dos pisos. La façana principal, orientada a migdia, presenta un portal d'accés a l'interior d'arc rebaixat emmarcat en carreus de pedra calcària blanquinosa i, al costat, un portal rectangular de les mateixes característiques. Al primer pis, damunt del portal principal, hi ha una finestra rectangular emmarcada en pedra, amb un escut treballat situat sobre la llinda. A banda i banda, dos balcons exempts amb els finestrals fets de carreus de pedra. A la segona planta hi ha diverses finestres rectangulars amb els emmarcaments arrebossats. La resta de façanes presenten finestres rectangulars, la majoria amb els emmarcaments arrebossats. L'interior de l'edifici presenta un vestíbul cobert amb voltes d'arestes rebaixades sostingudes per un pilar quadrat central de pedra, i comunicades a través d'arcs rebaixats bastits en maons i emblanquinats, de la mateixa manera que les voltes.
L'altre edifici, de cronologia més moderna, s'adossa a la banda de llevant del cos principal. Té la coberta plana utilitzada com a terrat, està distribuït en planta baixa i dos pisos i presenta un cos adossat a la façana principal, amb terrassa al nivell de la primera planta. Majoritàriament, les obertures són rectangulars i estan bastides en maons, tot i que se'n conserven algunes emmarcades en pedra. A la façana principal, a la planta baixa, hi ha dues esveltes arcades de mig punt, tot i que una d'elles està tapiada. De la façana de tramuntana destaca una gran arcada de mig punt bastida en pedra, actualment tapiada i reformada.
La construcció està bastida en pedra sense treballar i fragments de maons, disposats en filades més o menys regulars, tot i que el parament del cos principal estava arrebossat. Cal mencionar el fet que l'edifici està reforçat mitjançant un contrafort que el lliga amb la casa veïna situada a l'altre costat del carrer.